# 丸山修 (ゲームクリエイター)
丸山 修（まるやま おさむ）はコナミデジタルエンタテインメントのゲームクリエイター、プログラマー。

## 人物
パワプロプロダクション所属のプログラマー。
パワポケ7とパワポケダッシュでプログラムを務めた。パワポケダッシュではシナリオのメインライターも担当。

## 主な作品
- Ski or Die
- がんばれゴエモン外伝2〜天下の財宝〜
- Tiny Toon Adventures: Buster's Hidden Treasure
- T.M.N.T. リターン オブ ザ シュレッダー
- がんばれゴエモン2 奇天烈将軍マッギネス
- がんばれゴエモン3 獅子重禄兵衛のからくり卍固め
- がんばれゴエモン きらきら道中〜僕がダンサーになった理由〜
- がんばれゴエモン〜ネオ桃山幕府のおどり〜
- HYBRID HEAVEN
- 日本大相撲
- 日本大相撲 格闘編
- AGB エキサイティングバス
- モンスターバス
- 探偵学園Q 奇翁館の殺意
- パワプロクンポケット7
- パワポケダッシュ
- 実況パワフルメジャーリーグ2
- 実況パワフルメジャーリーグ3
- 実況パワフルメジャーリーグ2009
- パワフルゴルフ